# Jutpani
Jutpani (nep. जुटपानी) – gaun wikas samiti w środkowej części Nepalu w strefie Narajani w dystrykcie Chitwan. Według nepalskiego spisu powszechnego z 2001 roku liczył on 2557 gospodarstw domowych i 12694 mieszkańców (6455 kobiet i 6239 mężczyzn).